# Камистинський район
Камисти́нський район (каз. Қамысты ауданы, рос. Камыстинский район) — адміністративна одиниця у складі Костанайської області Казахстану. Адміністративний центр — село Камисти.

## Населення
Населення — 11026 осіб (2021; 16152 у 2009, 23655 у 1999, 32187 у 1989).
Національний склад (станом на 2010 рік і без врахування Красногорської сільської адміністрації):
- казахи — 7825 осіб (50,40 %)
- росіяни — 3279 осіб (21,12 %)
- українці — 2565 осіб (16,52 %)
- білоруси — 485 осіб
- німці — 344 особи
- башкири — 252 особи
- татари — 186 осіб
- мордва — 88 осіб
- вірмени — 55 осіб
- азербайджанці — 46 осіб
- молдовани — 37 осіб
- поляки — 37 осіб
- чуваші — 34 особи
- удмурти — 14 осіб
- інгуші — 7 осіб
- корейці — 4 особи
- чеченці — 4 особи
- інші — 263 особи

## Історія
Район був утворений 22 жовтня 1955 року як Камишнинський. 30 квітня 1997 року район отримав сучасну назву. 2014 року були ліквідовані села Оразкопа, Поповіч, Тауксор та Цілинне.
2021 року Красногорська сільська адміністрація передана до складу Камистинського району зі складу Лисаковської міської адміністрації.

## Склад
До складу району входять 3 сільських адміністрацій та 6 сільських округів:
| Поселення                             | Площа, км² | Населення, осіб (1989) | Населення, осіб (1999) | Населення, осіб (2009) | Населення, осіб (2021) | Центр       | К-ть нп |
| ------------------------------------- | ---------- | ---------------------- | ---------------------- | ---------------------- | ---------------------- | ----------- | ------- |
| Алтинсарінська сільська адміністрація | -          | 2902                   | 2291                   | 1950                   | 1397                   | Алтинсаріно | 1       |
| Бестобинська сільська адміністрація   | -          | 2297                   | 1470                   | 903                    | 482                    | Бестобе     | 1       |
| Дружбинська сільська адміністрація    | -          | 1335                   | 854                    | 462                    | 154                    | Дружба      | 1       |
| Адаєвський сільський округ            | -          | 4785                   | 3266                   | 1336                   | 909                    | Адаєвка     | 3       |
| Аралкольський сільський округ         | -          | 3841                   | 2175                   | 737                    | 162                    | Аралколь    | 2       |
| Аркинський сільський округ            | -          | 2652                   | 2051                   | 1930                   | 1236                   | Арка        | 2       |
| Камистинський сільський округ         | -          | 10522                  | 8583                   | 6872                   | 5275                   | Камисти     | 4       |
| Карабатирський сільський округ        | -          | 1622                   | 1467                   | 1025                   | 853                    | Карабатир   | 1       |
| Клочковський сільський округ          | -          | 2231                   | 1498                   | 937                    | 558                    | Клочково    | 2       |

- 20 листопада 2009 року Аркинський сільський округ перетворено в Аркинську сільську адміністрацію[6].
- 19 липня 2012 року ліквідовано Пушкінську сільську адміністрацію, територія увійшла до складу Жаїлминського сільського округу[7].
- 8 грудня 2014 року Бестобинський сільський округ, Горьковський сільський округ, Свободненський сільський округ та Уркаський сільський округ перетворені відповідно в Горьковську сільську адміністрацію, Бестобинську сільську адміністрацію, Свободненську сільську адміністрацію та Уркаську сільську адміністрацію[8].
- 11 січня 2019 року ліквідовано Алтинсарінську сільську адміністрацію та Свободненську сільську адміністрацію, утворено Алтинсарінський сільський округ[9].
- 24 травня 2017 року Богдановський сільський округ перетворено в Богдановську сільську адміністрацію[10].
- 18 грудня 2019 року Жаїлминський сільський округ розділено на Жаїлминську сільську адміністрацію та Пушкінську сільську адміністрацію; Алтинсарінський сільський округ перетворено в Алтинсарінську сільську адміністрацію; ліквідовано Адаєвську сільську адміністрацію, Жаїлминську сільську адміністрацію та Пушкінську сільську адміністрацію, утворено Адаєвський сільський округ; ліквідовано Аралкольську сільську адміністрацію та Уркаську сільську адміністрацію, утворено Аракольський сільський округ; ліквідовано Клочковську сільську адміністрацію та Талдкиольську сільську адміністрацію, утворено Клочковський сільський округ; ліквідовано Лівановську сільську адміністрацію та Фрунзенську сільську адміністрацію, території увійшли до складу Камистинського сільського округу[11].
- 20 квітня 2022 року Аркинська сільська адміністрація та Красногорська сільська адміністрація були об'єднані в Аркинський сільський округ[12].

## Найбільші населені пункти
Населені пункти з чисельністю населення понад 1000 осіб:
| № | Населений пункт | Населення, осіб (1989) | Населення, осіб (1999) | Населення, осіб (2009) | Населення, осіб (2021) |
| - | --------------- | ---------------------- | ---------------------- | ---------------------- | ---------------------- |
| 1 | Камисти         | 6320                   | 5487                   | 5344                   | 4685                   |
| 2 | Алтинсаріно     | 1352                   | 1265                   | 1537                   | 1397                   |
| 3 | Арка            | 1734                   | 1496                   | 1585                   | 1159                   |